# Psilocybe tampanensis
Psilocybe tampanensis är en svampart som beskrevs av Guzmán & Pollock 1978. Psilocybe tampanensis ingår i släktet slätskivlingar och familjen Strophariaceae.   Inga underarter finns listade i Catalogue of Life.

## Källor

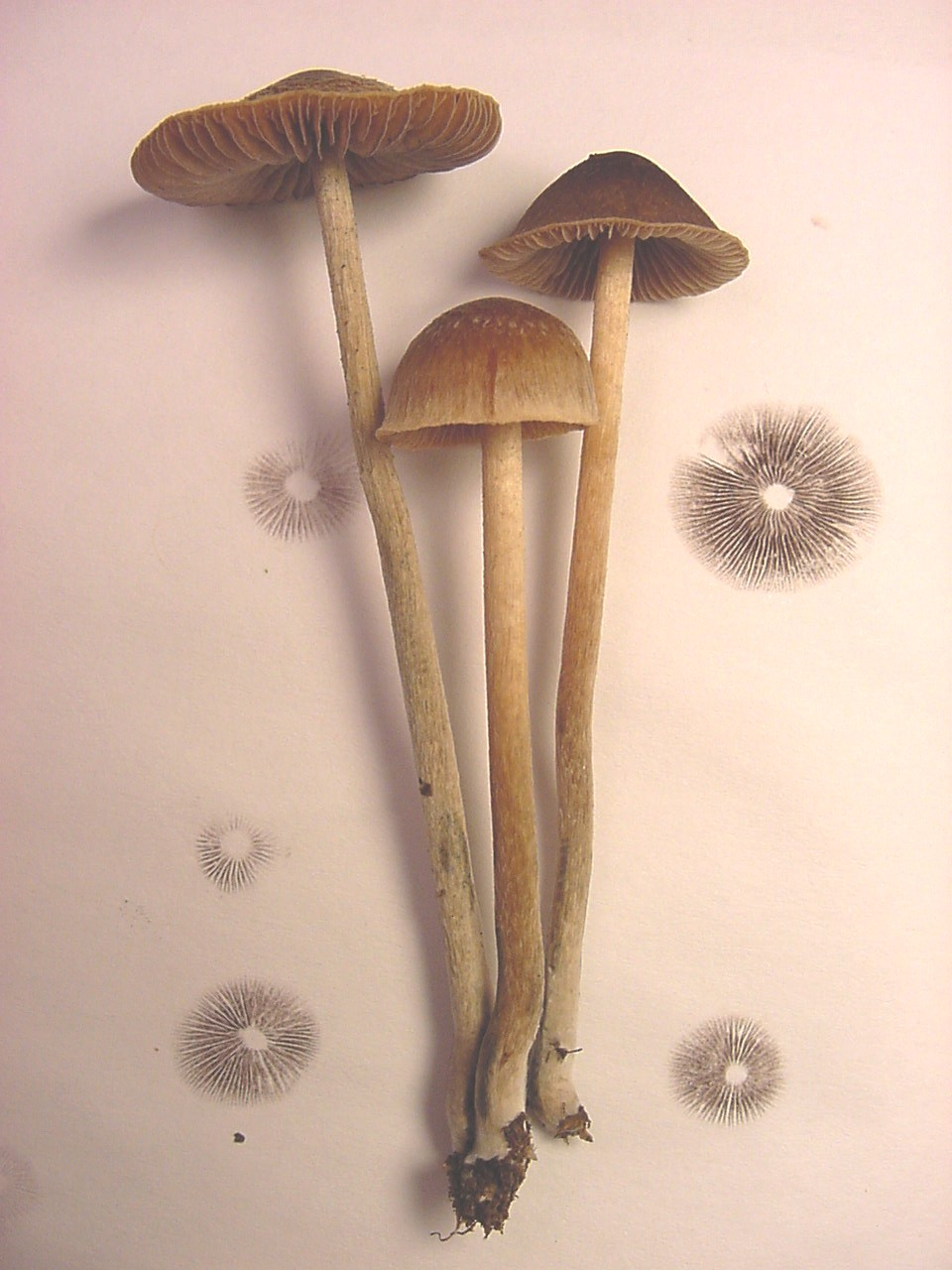
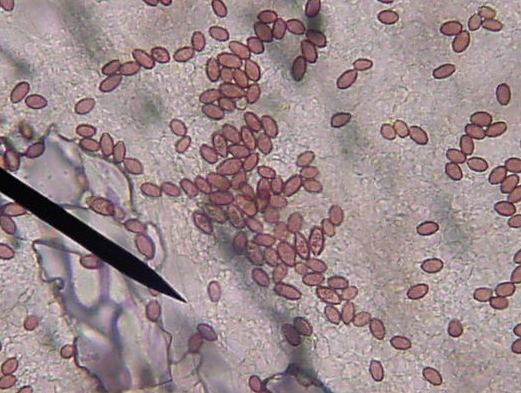